# Miód i pszczoły
Miód i pszczoły (fr. Le Miel et les Abeilles) – francuski sitcom.

## Treść
Treścią serialu są perypetie grupki francuskich nastolatków. Jedną z głównych postaci jest piękna Lola, zawsze otoczona grupą adoratorów, którzy gromadzą się wokół niej niczym pszczoły wokół miodu.

## Obsada
- Mallaury Nataf - Lola
- Gérard Pinteau - Antoine Garnier
- Eric Millot - Éric
- Josy Lafont - Eugénie
- Annie Savarin  - Mélanie
- Philippe Brizard  - Émile
- Hervé Noël - Jean-François / Hervé
- Cyril Aubin - Johnny
- Caroline Heme - Lolo Bibop
- Jean-Pierre Denis - Anatole
- Claire Prévost - Big Biquette
- Valérie Melignon - Marie